# C-12 Huron
C-12 Huron este un avion militar dezvoltat din avionul Super King Air și Beechcraft 1900. Avionul are multiple destinații, cum ar fi: evacuarea răniților, transport marfă sau pasageri.